# ЛГБТ-рух
Рух за права сексуальних і гендерних меншин, ЛГБТ-рух, гей-рух (англ. LGBT social movements, Gay rights movement) — суспільно-політичний рух ЛГБТ+ (лесбійок, геїв, бісексуалів, трансгендерів тощо). Його метою є цивільне рівноправ'я, забезпечення та дотримання прав людини, викорінювання дискримінації і ксенофобії, сексуальна свобода, терпимість і визнання права «бути іншими». Його зародження і розвиток є наслідком ЛГБТ-активізму.
Даний рух виступає за самосвідомість ЛГБТ+ як соціальної меншості, окремого співтовариства, культури, з іншого боку — за інтеграцію ЛГБТ+ у суспільство. Крім цього, висуває певні принципи соціальної організації суспільства і соціально-моральні цінності. Різні аспекти ЛГБТ-руху можуть значно відрізнятися один від одного залежно від країни і історичного періоду.

## Історія

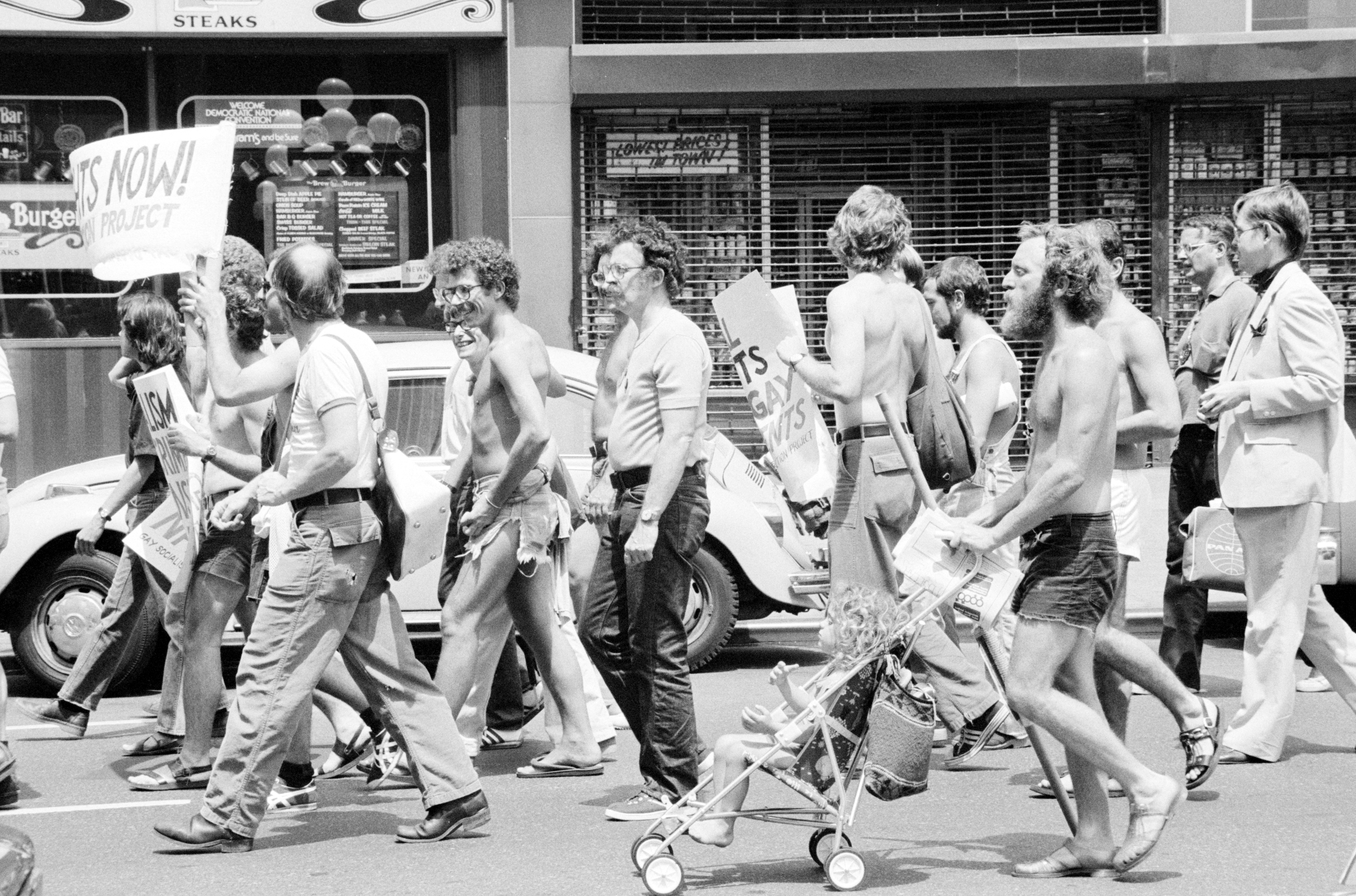
Демонстрація за права ЛГБТ в Нью-Йорку, 1976 рік.

### До Другої світової війни
У другій половині XIX ст. на тлі розвитку лівих ідеологій, феміністського руху і нової науки сексології почали з'являтися перші громадські активісти і групи, що виступають за права гомосексуалів. Особливо виражено ці процеси відбувалися в Німеччині.
Німецький юрист Карл Ульріхс, в серії книг «Дослідження загадки любові між чоловіками», написаній в 1860-х роках, розробив теорію сексуальності людини і ввів термін «уранізм». У 1867 році на засіданні юристів в Мюнхені Ульріхс уперше запропонував не розглядати гомосексуальні стосунки з позиції правопорушень. Він також створив організацію «Союз ураністів», за що був засуджений на два роки, а пізніше був вимушений емігрувати.
1869 року публіцист Карл Марія Кертбені, що займався питаннями прав людини, анонімно видав листівку, в якій висловлювався проти прусського «антисодомітського» кримінального законодавства. У своїх дослідженнях Кертбені в 1886 році уперше ввів термін «гомосексуал».
1897 року зусиллями лікаря Магнуса Гіршфельда був заснований Науково-гуманітарний комітет (нім. Wissenschaftlich - humanitäres Komitee). Однією з цілей Комітету було скасування 175 параграфа. У 1901 році Магнус Гіршфельд опублікував призначену для широкого загалу статтю «Що повинен знати народ про третю стать» (нім. Was muss das Volk vom Dritten Geschlecht wissen!). У 1919 році Гіршфельдом був заснований Інститут сексуальних наук (нім. Institut für Sexualwissenschaft). Інститут активно контактував у своїх дослідженнях з гомосексуалами і трансгендерами. У дослідженнях інституту гомосексуали розглядалися як представники третьої статі разом із чоловіками і жінками, тому вони не мають бути переслідувані через наявність у них певної природженої якості. У цьому ж році режисером Ріхардом Освальдом в співавторстві з доктором Гіршфельдом було знято фільм «Не такий як усі», першим у світі фільмом, як вважається сьогодні, порушує тему гомосексуальності.
У 1923 році Фрідріх Радсцувайт (нім. Friedrich Radszuweit) засновує «Союз за права людини» (нім. Bund für Menschenrechte), яка знаходить безліч прибічників у суспільстві. Крім того, Радсцувайт в 1920-1930-ті роки видає лесбійський журнал «Подруга» (нім. Die Freundin) і альманах «Третя стать» (нім. Das dritte Geschlecht).
Схожі процеси відбуваються і в інших країнах. Так, письменником Джорджем Сесілем (англ. George Cecil Ives) в 1897 році було створено спільноту «Орден Херонеї». У 1924 році у Чикаго в США засновується «Спільнота за права людини» (англ. The Society for Human Rights) за прикладом німецьких організацій, проте через декілька місяців вона закривається американською поліцією, а усі його члени піддаються арешту.

### Післявоєнний період. Гомофільний рух
Друга світова війна значно змінила життєвий і ідеологічний устрій у суспільстві, що дало поштовх розвитку ЛГБТ-руху, найбільш важливі процеси в якому відбувалися в США. Після війни унаслідок ряду об'єктивних причин почали утворюватися гей-квартали і мережі гей-барів.

## Цілі руху
Як вже відзначалося, цілі та ідеї ЛГБТ-руху украй різнорідні залежно від країни і часу, а іноді й протилежні. Так на початку 70-х років у США активісти дотримувалися ліворадикальних поглядів, заперечували шлюб як такий і службу в армії, а у 21 столітті гей-рух став консервативним та добився скасування заборони служби у збройних силах, а також прагне до легалізації одностатевих шлюбів.

### Скасування дискримінуючих законів

#### Скасування кримінального і адміністративного переслідування
У більшості сучасних країн гомосексуальну поведінку не вважають злочинами. У ряді країн Африки і Азії гомосексуальність, прояви гомосексуальної активності або навіть натяк на неї вважають кримінальними злочинами, які караються ув'язненням (як у колишньому СРСР) або стратою, як у сучасних Ірані, Афганістані, Саудівській Аравії, Ємені, Сомалі (територія Джамаат Аш-Шабааб), Судані, Нігерії (північні штати) і Мавританії. У таких країнах при цьому відкрита боротьба за права сексуальних і гендерних меншин відсутня, оскільки участь в ній може представляти загрозу для свободи і життя. В той же час у багатьох з цих країн лобіюється пом'якшення кримінального законодавства відносно гомосексуалів. Лобістами виступають реформаторські і помірно ліберальні сили у керівництві цих країн. Зокрема, на користь пом'якшення законодавства відносно гомосексуалів висловлювався колишній іранський президент Мохамед Хатамі. Крім того, на ці країни здійснюється міжнародний тиск з метою змусити дотримуватися прав людини, і серед інших питань порядку денного (але не першим й не найголовнішим) вартує і питання про скасування кримінальних та адміністративних покарань за гомосексуальність або за прояви гомосексуальної активності.

#### Скасування інструкцій і положень, що визначають гомосексуальність (бісексуальність, транссексуальність тощо) як медичну патологію
Ідея про рівність прав гомосексуалів і лесбійок з іншими громадянами припускає офіційне визнання гомосексуальності одним з варіантів психологічної норми відповідно до сучасних наукових переконань і з офіційними документами ВООЗ (з 1993 року).
У зв'язку з цим ЛГБТ-організації, професійні медичні організації, ліберальні політики і правозахисники борються за скасування інструкцій та положень, що визначають гомо-, бі-, транссексуальність (та ін.) як психічний розлад, і за прийняття офіційних документів (на рівні міністерств охорони здоров'я держав і на рівні національних асоціацій психіатрів і психологів), що однозначно визначають гомосексуальність як варіант психологічної норми і забороняють будь-яке «лікування від гомосексуальності» або «корекцію сексуальної орієнтації» (так звана репаративна терапія) здорових людей, якими нині визнані члени ЛГБТ+ спільноти, оскільки шкода для пацієнтів від таких дій вже достовірно доведена, а достовірних фактів успішної «корекції орієнтації» досі немає.
У багатьох країнах, передусім демократичних, скасування інструкцій та положень, що визначають гомо-, бі-, транссексуальність (та ін.) як медичну патологію або як сексуальну девіацію, вже відбулася. В Україні гомосексуальність була виключена зі списку захворювань із впровадженням у країні з 1998 року діагностичних стандартів МКХ-10.
У Оксфордському історичному словнику психіатрії відзначається, що якщо в деяких областях, таких як генетика шизофренії, психіатрія прагнула бути максимально науковою, то в питаннях, пов'язаних з сексуальністю, психіатрія повелася як «служниця своїх культурних і політичних панів», що найнаочніше проявилося по відношенню до гомосексуальності.

#### Скасування заборон на професії

Веселковий прапор використовується як символ боротьби за рівноправ'я геїв і лесбійок

У деяких країнах існували або існують заборони на деякі професії для осіб, що відкрито декларують свою гомосексуальність. Це може бути, наприклад, заборона на службу представників сексуальних меншин в армії або на роботу учителем в школі, лікарем. Організації на захист прав сексуальних меншин домагаються (і у ряді випадків вже добилися) скасування цих заборон.
Так, наприклад, спеціальними соціологічними дослідженнями(англ.) [Архівовано 25 грудня 2014 у Wayback Machine.], що проводилися в країнах Заходу, встановлено, що гомосексуальність офіцера або солдата не впливає на бойову дисципліну або внутрішній психологічний клімат частини. Отже, немає ніяких підстав відмовляти гомосексуалам в праві на службу в армії.
Також встановлено, що гомосексуальність учителя не призводить до яких-небудь ускладнень у стосунках з учнями і не робить учителя схильним до здійснення розпусних дій відносно учнів[джерело?] (оскільки гомосексуальність і педофілія — принципово різні речі). Отже, немає ніяких підстав забороняти відкритим гомосексуалам роботу учителем у школі. Ідея про скасування заборони на професію учителя для відкритих гомосексуалів піддається критиці прибічників консервативних поглядів, які вважають, що сама наявність в школі учителя з гомосексуальною орієнтацією учить дітей прикладом, і що таким чином у школі «пропагується гомосексуальність». В той же час у прибічників такої точки зору немає яких-небудь наукових даних, які доводять, що із шкіл, де працюють гомосексуальні учителі, виходить більша кількість випускників-гомосексуалів, або що гомосексуальні учителі більше схильні до здійснення розпусних дій відносно учнів, або що вони гірше навчають дітей або не можуть нормально вибудовувати з ними взаємовідносини в парадигмі «учитель-учень».

#### Скасування заборони на донорство
У деяких країнах існує заборона на донорство крові і органів у представників сексуальних меншин. ЛГБТ-організації роблять спроби заперечити цю норму і добитися скасування дискримінації.
17 липня 2014 Європейський Суд визнав заборону на донорство крові для геїв у Європі «відкритою непрямою дискримінацією», про що сказано в ухвалі Генерального адвоката Суду Паоло Менґоцці (англ. Paolo Mengozzi) у справі, переданій туди за запитом Адміністративного трибуналу Стразбурга.

### Дотримання прав людини відносно ЛГБТ
Навіть у тих країнах, у яких кримінальні і адміністративні покарання за прояви гомосексуальності скасовані, тривалий час зберігалася практика порушення прав людини відносно гомосексуалів.
ЛГБТ-організації боролися і борються не лише за формальне скасування кримінального покарання за гомосексуальність, але й за зміну реальної поліційної та адміністративної практики. У тому числі за те, щоб поняття «Порушення громадського порядку» рівною мірі застосовувалося (або не застосовувалося) до тих, хто цілується або обнімається в громадських місцях, як для одностатевих, так і різностатевих пар, а облави на «наркодилерів або порушників паспортного режиму» проводилися не вибірково в місцях скупчення гомосексуалів.
Також ЛГБТ-організації борються за дотримання відносно гомосексуалів таких прав людини як права на мирні публічні збори (у тому числі гей-паради), право на створення громадських організацій, право на культурну самореалізацію, право на доступ до інформації, право на свободу слова, право на рівний доступ до медичної допомоги і т. д.

### Ухвалення антидискримінаційних законів

Закони проти злочинів на ґрунті ненависті стосовно гомосексуалів.

ЛГБТ-організації також виступають за включення прямої згадки представників сексуальних меншин в антидискримінаційних законах (чи за ухвалення окремих антидискримінаційних законів по сексуальних меншинах). Вони також домагаються прямої згадки сексуальної орієнтації і гендерної ідентичності у відповідних статтях Конституцій, що гарантують рівні права усім громадянам незалежно від статі, віку, віросповідання, національності.

### Право на реєстрацію шлюбу
Останніми роками відзначається зростаючий рух в підтримку одностатевих шлюбів. Факт реєстрації шлюбу закріплює за одностатевою сім'єю такі права як: право на спільне майно, право на аліменти, права на спадкоємство, соціальне і медичне страхування, пільгове оподаткування і кредитування, право не свідчити в суді проти партнера, право виступати довіреною особою від імені партнера у разі його недієздатності за станом здоров'я, право на розпорядження тілом партнера у разі смерті, право на спільне батьківство і виховання прийомних дітей і інші права, яких позбавлені незареєстровані пари.
Супротивники одностатевих шлюбів стверджують, що за традицією та за релігійними нормами у шлюб можуть вступати тільки чоловік і жінка, а тому вимоги геїв та лесбійок визнати за ними таке ж право абсурдні й тут йдеться не про рівноправ'я гомосексуалів і гетеросексуалів, а про надання гомосексуалам нового безпрецедентного права. Прибічники одностатевого шлюбу вказують, що реєстрація шлюбу є юридична дія, незалежна від релігійної норми (у більшості сучасних держав юридичне і церковне оформлення шлюбних стосунків відбуваються окремо), і що закон повинен йти за суспільними змінами, що призводять до ліквідації нерівноправ'я між людьми, — як це й відбувається упродовж останніх століть, коли поступово скасовувалися заборони, що існували раніше, на реєстрацію шлюбів (наприклад, між подружжям, що належить до різних конфесій або рас). Крім того, Американська психологічна асоціація стверджує, що заперечення юридичного права на укладення одностатевих шлюбів є джерелом напруженості для одностатевих пар, що справляє украй негативний ефект на їхній психологічний стан. Інші дослідники відмічають, що в тих країнах, де одностатеві шлюби були легалізовані, не сталося яких-небудь значних потрясінь в суспільстві.
Серед країн, що надали одностатевим парам повноцінне право на шлюб, знаходяться, наприклад, Нідерланди, Бельгія, Іспанія, Канада, ПАР, Норвегія, Швеція, Португалія, Ісландія, Аргентина, Данія, Бразилія, Франція, Уругвай і Нова Зеландія. Одностатеві шлюби також укладаються у Шотландії, Англії і Уельсі, деяких штатах США і Мексики. Крім того, у багатьох країнах укладаються так звані «одностатеві союзи», що є деякою подібністю шлюбу, проте що не має усіх прав, які має подружжя, що одружилося. У різних країнах такі одностатеві союзи можуть називатися по-різному. Розрізняється і перелік прав і обов'язків, якими користуються члени подібних союзів (від повного набору шлюбних прав, до їхнього мінімуму).
З правом на реєстрацію шлюбу або союзу також тісно пов'язано право на іміграцію; так, тільки в США близько 36 000 пар були розділені територіально, оскільки федеральне іміграційне законодавство не визнавало одностатеві шлюби або союзи до 2013 року.

### Усиновлення
ЛГБТ-рух домагається права усиновлення в одностатевих сім'ях дитини одного з партнерів іншим партнером, можливість усиновлення одностатевими сім'ями дітей з дитячих будинків, за можливість рівного доступу до допоміжних репродуктивних технологій одностатевих і різностатевих сімей. Слід зазначити, що у багатьох країнах, де одностатевим сімейним парам надаються широкі права, ці питання розглядаються окремо.

### Соціальна діяльність
ЛГБТ-організації займаються соціальною діяльністю, такий як організація різних культурних заходів (кінофестивалів, спортивних змагань, музичних конкурсів і концертів, фотовиставок, театральних вистав, інсталяцій, флешмобів тощо), метою яких є соціальна адаптація ЛГБТ-спільноти, розвиток його культурного потенціалу, налагодженню культурного діалогу з рештою суспільства. Окрім того, як правило, будь-який захід носить просвітницький характер.
Також випускаються різні книги, журнали, і навіть ведеться радіо- і телемовлення.
Окремо стоїть організація сервісних послуг — доступній і якісній специфічній психологічній, юридичній і медичній допомозі представникам ЛГБТ-спільноти, телефонів довіри, груп взаємодопомоги.

## Критика
Вимоги ЛГБТ-руху нерідко викликають критику і спротив з боку громадськості чи окремих громадських діячів Ця критика може мати моральне, політичне, релігійне або особистісне підґрунтя.
Найбільшу критику викликає ідея ЛГБТ-спільнот щодо одностатевих шлюбів. Опоненти вказують на нерівнозначність статевих стосунків і шлюбу, відзначають, що такий шлюб веде до полігамії є протиприродним і заохочує протиприродну поведінку. а також звертають увагу на той факт, що одностатеві шлюби підривають традиційні сімейні устої і позбавляють дітей права й можливості отримувати одночасно як батьківську так і материнську опіку.
Спротив викликає і той факт, що права гомосексуалів можуть вступати з конфлікт з індивідуальними правами на свободу слова і свободу совісті, що може проявлятися на робочому місті , а інколи й ставить під загрозу діяльність церков, благодійних і релігійних організацій які дотримуються критичних поглядів щодо культури і прав ЛГБТ . Існує також стурбованість з тим, що церкви можуть примусити до вінчання одностатевих пар, погрожуючи позбавленням податкових пільг.